# Ralf Klingmann
Ralf Klingmann (* 8. November 1981 in Vilsbiburg) ist ein deutscher Fußballspieler.

## Karriere
Aus der Jugend der SpVgg Landshut wechselte der Niederbayer im Sommer 1998 in die U16 des TSV 1860 München, wo er in einem Jahrgang mit Andreas Görlitz und Benjamin Lauth spielte. Ab dem Jahr 2000 kam Klingmann in der zweiten Mannschaft der Löwen in der Bayernliga und der Regionalliga Süd zum Einsatz, bevor er im Januar 2004 zum Regionalligisten Rot-Weiß Erfurt wechselte und mit dem Verein in die 2. Fußball-Bundesliga aufstieg. Im Sommer 2005 kam Klingmann zur TuS Koblenz. Er bestritt in der Regionalligasaison 2005/06 insgesamt 20 Ligaspiele für Koblenz und feierte auch mit diesem Klub den Aufstieg in die zweite Liga. Im Zweitligaspiel gegen den SC Freiburg im Mai 2007 zog er sich einen Kreuzbandriss zu und kehrte noch im Sommer desselben Jahres in seine bayerische Heimat zurück. Klingmann schloss sich dem Landesligisten TSV Buchbach an und stieg mit dem TSV in der Saison 2007/08 in die Bayernliga auf.